# ISS Palvelut
ISS Palvelut Oy är ett tjänsteföretag i Finland som ägs av danska ISS A/S.
ISS Palvelut Oy har sitt ursprung i ServiSystems Oy, ett städbolag som grundades 1957 i Helsingfors. Företaget köptes 1992 av ISS A/S och fick då namnet ISS Suomi Oy. Efter att detta företag 2004 köpt det tidigare statliga Engel-koncernen Ab, ändrades företagets namn till det nuvarande.
ISS Palvelut Oy erbjuder städ-, fastighets-, säkerhets- och cateringtjänster för företag och offentlig sektor. År 2017 var omsättningen 420 miljoner euro och antalet anställda närmare 8 000.